# Gerald O'Hara
Gerald Patrick Aloysius O'Hara (Scranton, 4 maggio 1895 – Londra, 16 luglio 1963) è stato un arcivescovo cattolico statunitense.

## Biografia
Gerald Patrick Aloysius O'Hara nacque nel quartiere Green Ridge di Scranton, Pennsylvania, da Patrick James e Margaret (nata Carney) O'Hara. Suo padre era un dentista. Poco dopo la sua nascita, la famiglia si trasferì a Filadelfia.

### Formazione e ministero sacerdotale
Studiò alla Our Mother of Sorrows School e al St. Joseph's College High School a Filadelfia. Dal 1911 al 1918 studiò per il sacerdozio presso il seminario "San Carlo Borromeo" a Overbrook. Proseguì gli studi a Roma presso il Pontificio Seminario Romano Maggiore dove conseguì il dottorato in teologia nel 1921.
Il 3 aprile 1920 fu ordinato presbitero dal cardinale Basilio Pompilj. Nel 1924 conseguì il dottorato in utroque iure (diritto canonico e civile) presso il Pontificio ateneo romano di Sant'Apollinare. Durante il periodo di studi e subito dopo visitò l'Europa e il Medio Oriente. Dopo il suo ritorno in patria nel 1926 divenne segretario privato del cardinale Dennis Joseph Dougherty. Lavorò anche come giudice del tribunale matrimoniale arcidiocesano.

### Ministero episcopale
Il 26 aprile 1929 papa Pio XI lo nominò vescovo ausiliare di Filadelfia e titolare di Eliopoli di Fenicia. Ricevette l'ordinazione episcopale il 21 maggio successivo nella cattedrale dei Santi Pietro e Paolo a Filadelfia dal cardinale Dennis Joseph Dougherty, arcivescovo metropolita di Filadelfia, cocosacranti il vescovo di Monterey-Fresno John Bernard MacGinley e quello di Scranton Thomas Charles O'Reilly. Oltre ai suoi doveri episcopali fu anche parroco della chiesa della Natività della Beata Vergine Maria a Port Richmond e vicario generale dell'arcidiocesi. Fu anche presidente della American Catholic Historical Association dal 1934 al 1936.
Il 26 novembre 1935 papa Pio XI lo nominò nono vescovo di Savannah. Durante il suo mandato, dopo che la diocesi aveva assunto nel 1937 la denominazione di Savannah-Atlanta, fece costruire la cattedrale di Cristo Re ad Atlanta, consacrata dal cardinale Dennis Joseph Dougherty nel gennaio del 1939. La cattedrale venne realizzata su un sito utilizzato un tempo dal Ku Klux Klan. Monsignor O'Hara invitò alla cerimonia di consacrazione anche il gran maestro Hiram Wesley Evans in segno di riconciliazione. Di stampo liberale, fu un leader negli sforzi della Chiesa per migliorare le relazioni razziali e nel 1930 avviò un programma sociale e razziale di sette punti chiedendo aiuti per i bambini afroamericani e consapevolezza per i problemi rurali.
Il 19 febbraio 1947 monsignor O'Hara venne nominato reggente della nunziatura apostolica in Romania mantenendo il suo ruolo di ordinario diocesano. Il suo vicario generale e cancelliere vescovile assunse quindi l'amministrazione attiva della diocesi. Durante il suo tempo in Romania fu un oppositore del regime comunista. Nel 1950 il governo rumeno lo accusò di spionaggio e lo espulse dal paese. In particolare venne accusato di fornire informazioni militari, politiche ed economiche ai paesi occidentali. Egli negò le accuse definendole "bugie dalla prima all'ultima". Ritornando negli Stati Uniti, accusò il governo di terrorismo dicendo: "Il nostro interesse era solamente per il benessere delle 3 000 000 di persone cattoliche in Romania". Il 12 luglio 1950 papa Pio XII lo elevò alla dignità arcivescovile.
Poco dopo, il 27 novembre 1951, lo stesso pontefice lo nominò nunzio apostolico in Irlanda. Mantenne comunque la guida pastorale della diocesi di Savannah. Nel 1953 Paul Blanshard, scrittore anticlericale e autore di American Freedom and Catholic Power, chiese senza successo al Dipartimento di Stato degli Stati Uniti d'America di revocargli la cittadinanza perché riteneva che, come vescovo americano con una diocesi americana che lavorava in Irlanda, stava violando la legge McCarran servendo un paese straniero.
L'8 giugno 1954 papa Pio XII lo nominò delegato apostolico in Gran Bretagna. La sua giurisdizione comprendeva anche Malta, Gibilterra e le Bermuda. Il 12 novembre 1959 papa Giovanni XXIII accettò la sua rinuncia al governo pastorale della diocesi di Savannah e lo nominò arcivescovo titolare di Pessinonte. Nel 1960 divenne il primo rappresentante pontificio a visitare le Camere del Parlamento in più di 400 anni. Partecipò alla prima sessione del Concilio Vaticano II.
Monsignor O'Hara morì nella sua residenza presso la sede della delegazione apostolica a Wimbledon, un sobborgo di Londra, il 16 luglio 1963 per un infarto. Le esequie si tennero nella cattedrale di Westminster e furono presiedute dall'arcivescovo John Carmel Heenan. La sua salma venne poi rimpatriata e fu tumulata nella cripta sotto l'altare maggiore della cattedrale dei Santi Pietro e Paolo a Filadelfia.

## Genealogia episcopale e successione apostolica
La genealogia episcopale è:
- Cardinale Scipione Rebiba
- Cardinale Giulio Antonio Santori
- Cardinale Girolamo Bernerio, O.P.
- Arcivescovo Galeazzo Sanvitale
- Cardinale Ludovico Ludovisi
- Cardinale Luigi Caetani
- Cardinale Ulderico Carpegna
- Cardinale Paluzzo Paluzzi Altieri degli Albertoni
- Papa Benedetto XIII
- Papa Benedetto XIV
- Cardinale Enrico Enriquez
- Arcivescovo Manuel Quintano Bonifaz
- Cardinale Buenaventura Córdoba Espinosa de la Cerda
- Cardinale Giuseppe Maria Doria Pamphilj
- Papa Pio VIII
- Papa Pio IX
- Cardinale Raffaele Monaco La Valletta
- Cardinale Francesco Satolli
- Cardinale Dennis Joseph Dougherty
- Arcivescovo Gerald Patrick Aloysius O'Hara

La successione apostolica è:
- Vescovo Anton Durcovici (1948)
- Arcivescovo Ioan Ploscaru (1948)
- Vescovo Ioan Maria Duma, O.F.M.Conv. (1948)
- Arcivescovo Adalbert (Bela) Boroș (1948)
- Vescovo Alfréd Eross (1949)
- Vescovo Szilárd Ignác Bogdánffy (1949)
- Vescovo Ioan Dragomir (1949)
- Vescovo Iuliu Hirțea (1949)
- Vescovo Joseph Schubert (1950)
- Arcivescovo Thomas Joseph Brosnahan, C.S.Sp. (1953)
- Vescovo Robert Stephen Dehler, C.R. (1956)
- Vescovo John Farmer Healy (1956)
- Vescovo Stephen McGill, P.S.S. (1960)